# Robin Vik
Robin Vik (* 5. Februar 1980 in Hradec Králové) ist ein ehemaliger tschechischer Tennisspieler.

## Karriere
Vik begann mit sechs Jahren das Tennisspielen. Auf der ITF Junior Tour spielte er zwischen 1995 und 1998 bereits recht erfolgreich und erreichte Ende 1997 mit Rang 8 sein bestes Resultat in der Junior-Weltrangliste. Am erfolgreichsten war er dabei beim Grand-Slam-Turnier in Melbourne. Dort erreichte er 1997 im Einzel und Doppel jeweils das Viertelfinale. 1998 verlor er an gleicher Stelle erst im Halbfinale gegen Julien Jeanpierre. Nach Wimbledon 1998 beendete er seine Junioren-Karriere.
Ab dem Jahr 1998 spielte Vik vermehrt Turniere im Profibereich, hauptsächlich auf den zweit- und drittklassigen ITF Future Tour und ATP Challenger Tour. Auf der Future Tour konnte er fünf Einzel- sowie einen Doppeltitel gewinnen.
Auf der Challenger Tour kam Vik in den ersten paar Jahren nie über das Halbfinale hinaus. Sein erster Auftritt auf der ATP World Tour war 2003 in Kitzbühel. Dort verlor er nach überstandener Qualifikation gegen Florin Mergea in drei Sätzen. Das Jahr 2004 verlief für ihn wenig erfolgreich und er fiel aus den Top-400 der Welt. 2005 kam er überraschend zu seinem ersten Erfolg auf der Challenger Tour. Er spielte sich in Breslau als Qualifikant bis ins Finale, in dem er Michal Tabara, die damalige Nummer 78 der Welt, in zwei Sätzen schlagen konnte. Bereits einen Monat später konnte er diesen Erfolg in Kyōto wiederholen. Dadurch schaffte er zum ersten Mal den Sprung in die Top 200. Bei den French Open gelang ihm die erste erfolgreiche Qualifikation für ein Grand Slam Turnier. In der ersten Runde besiegte er Kevin Kim – sein einziger Sieg bei Grand Slams seiner Karriere – musste sich in der zweiten Runde jedoch Carlos Moyá geschlagen geben. Er konnte in diesem Jahr noch zwei weitere Challenger-Turniere gewinnen und stand in St. Petersburg im Halbfinale, das er gegen Nicolas Kiefer verlor. Vik beendete sein erfolgreichstes Jahr, das er außerhalb der Top 400 begann, auf dem 63. Rang.
2006 spielte Vik vermehrt Turniere auf der World Tour und trat bei allen Grand Slams an, schied jedoch zumeist in der ersten oder zweiten Runde aus. Auf Challengerebene konnte er sich in Prag einen weiteren Einzeltitel sowie in Sunrise seinen ersten Doppeltitel sichern. Zum Jahresende war er wieder aus den Top 100 gerutscht. Vik spielte 2007 wieder vermehrt auf der Challenger Tour. Nach einer einjährigen Auszeit kämpfte er sich 2008 wieder in der Weltrangliste nach vorne. 2009 gelang ihm die Qualifikation für das Turnier in Kitzbühel, wo er in der ersten Runde an Nicolás Massú scheiterte. Sein letzter Erfolg auf der Challenger Tour gelang ihm in Oberstaufen durch einen Finalsieg gegen seinen Landsmann Jan Minář. Nachdem er 2010 in der Weltrangliste immer weiter abrutschte, beendete Vik seine Karriere Ende 2010.
Vik spielte während seiner aktiven Zeit in der Tennis-Bundesliga für den 1. FC Nürnberg. Nach seinem Rücktritt spielte er für die Herren 30 des TB Erlangen.

## Erfolge
| Legende (Anzahl der Siege)  |
| Grand Slam                  |
| ATP World Tour Finals       |
| ATP World Tour Masters 1000 |
| ATP World Tour 500          |
| ATP World Tour 250          |
| ATP Challenger Tour (9)     |

### Einzel

#### Turniersiege
| Nr. | Datum           | Turnier     | Belag         | Finalgegner     | Ergebnis         |
| --- | --------------- | ----------- | ------------- | --------------- | ---------------- |
| 1.  | 6. Februar 2005 | Breslau     | Hartplatz (i) | Michal Tabara   | 6:4, 6:3         |
| 2.  | 20. März 2005   | Kyōto       | Teppich (i)   | Pavel Šnobel    | 6:4, 6:4         |
| 3.  | 24. April 2005  | Nottingham  | Hartplatz     | Jonathan Marray | 6:3, 6:2         |
| 4.  | 14. August 2005 | Graz        | Hartplatz     | Roko Karanušić  | 6:4, 4:2 Aufgabe |
| 5.  | 14. Mai 2006    | Prag        | Sand          | Jan Hájek       | 6:4, 7:64        |
| 6.  | 12. Juli 2009   | Oberstaufen | Sand          | Jan Minář       | 6:1, 6:2         |

### Doppel

#### Turniersiege
| Nr. | Datum         | Turnier   | Belag         | Partner         | Finalgegner                      | Ergebnis |
| --- | ------------- | --------- | ------------- | --------------- | -------------------------------- | -------- |
| 1.  | 19. März 2006 | Sunrise   | Hartplatz     | Petr Pála       | Goran Dragicevic Dmitri Tursunow | 6:4, 6:2 |
| 2.  | 4. März 2007  | Cherbourg | Hartplatz (i) | Michal Mertiňák | Łukasz Kubot Dick Norman         | 6:2, 6:4 |
| 3.  | 3. Mai 2009   | Ostrava   | Sand          | Jan Hájek       | Matúš Horečný Tomáš Janči        | 6:2, 6:4 |